# Kaitawa insulare
Kaitawa insulare är en spindelart som först beskrevs av Marples 1956.  Kaitawa insulare ingår i släktet Kaitawa och familjen plattbuksspindlar. Inga underarter finns listade i Catalogue of Life.